# Curse of the Dead Gods
Curse of the Dead Gods est un jeu vidéo de type roguelike et action développé par Passtech Games et édité par Focus Entertainment. Il est publié en accès anticipé sur Steam le 4 mars 2020,,,,,, puis sorti en version complète le 23 février 2021 sur Microsoft Windows, Nintendo Switch, PlayStation 4 et Xbox One.